# توماس نيوبولد
توماس نيوبولد (بالإنجليزية: Thomas Newbold)‏ هو سياسي أمريكي، ولد في 2 أغسطس 1760، وتوفي في 18 ديسمبر 1823. انتخب عضو جمعية نيوجيرسي العامة وانتخب عضو مجلس النواب الأمريكي.